# Futbol'nyj Klub Enisej 2017-2018
Questa voce raccoglie le informazioni riguardanti il Futbol'nyj Klub Enisej nelle competizioni ufficiali della stagione 2015-2016.

## Stagione
La squadra replicò il terzo posto della stagione precedente, raggiungendo nuovamente il terzo posto che valeva i play-off promozione: stavolta, però, riuscì ad ottenere lo storico accesso in Prem'er-Liga, avendo la meglio sull'Anži.

## Rosa
| N. |                         | Ruolo | Calciatore                      |
| -- | ----------------------- | ----- | ------------------------------- |
| 1  | Russia (bandiera)       | P     | Sergej Čepčugov                 |
| 2  | Kirghizistan (bandiera) | D     | Valerij Kičin                   |
| 6  | Russia (bandiera)       | D     | Azim Fatullaev                  |
| 7  | Russia (bandiera)       | A     | Serder Serderov                 |
| 8  | Lettonia (bandiera)     | C     | Vladimirs Kamešs                |
| 10 | Russia (bandiera)       | C     | Mikhail Komkov                  |
| 11 | Armenia (bandiera)      | A     | Artur Sarkisov                  |
| 12 | Russia (bandiera)       | D     | Aleksandr Aleksandrovič Novikov |
| 14 | Russia (bandiera)       | C     | Maksim Valer'evič Semakin       |
| 15 | Russia (bandiera)       | C     | Timur Zinurovič Sacharov        |
| 16 | Russia (bandiera)       | P     | Ruslan Anvarovič Junusov        |
| 19 | Russia (bandiera)       | D     | Konstantin Gennad'evič Garbuz   |
| 20 | Russia (bandiera)       | A     | Maksim Jur'evič Rudnev          |
| 21 | Russia (bandiera)       | C     | Egor Ivanov                     |
| 27 | Russia (bandiera)       | C     | Pavel Andreevič Rožkov          |
| 30 | Russia (bandiera)       | C     | Evgenij Aleksandrovič Pesikov   |

| N. |                   | Ruolo | Calciatore                      |
| -- | ----------------- | ----- | ------------------------------- |
| 32 | Russia (bandiera) | D     | David Vjačeslavovič Mil'dzichov |
| 36 | Russia (bandiera) | C     | Stanislav Vladimirovič Matjaš   |
| 38 | Russia (bandiera) | A     | Artur Maloyan                   |
| 39 | Russia (bandiera) | D     | Maksim Vladimirovič Vasil'ev    |
| 40 | Russia (bandiera) | D     | Valerij Vadimovič Ganus         |
| 44 | Russia (bandiera) | D     | Nikita Čičerin                  |
| 47 | Russia (bandiera) | P     | Michail Michajlovič Filippov    |
| 48 | Russia (bandiera) | A     | Aleksandr Kutjin                |
| 55 | Russia (bandiera) | C     | Aleksej Isaev                   |
| 77 | Russia (bandiera) | C     | Vadim Steklov                   |
| 83 | Russia (bandiera) | C     | Aleksandr Nikolaevič Charitonov |
| 90 | Russia (bandiera) | C     | Aleksandr Vladimirovič Lomakin  |
| 92 | Russia (bandiera) | D     | Pyotr Ten                       |
| 97 | Russia (bandiera) | A     | Il'ja Sergeevič Karpuk          |
| -  | Russia (bandiera) | A     | Andrej Kozlov                   |

## Risultati

### Campionato
| San Pietroburgo 8 luglio 2017 1ª giornata | Dinamo San Pietroburgo | 2 – 1 referto | Enisej | Stadio SK Petrovskij |

| Krasnojarsk 15 luglio 2017 2ª giornata | Enisej | 3 – 1 referto | Tjumen' | Stadio Centrale |

| Novosibirsk 22 luglio 2017 3ª giornata | Sibir' | 0 – 1 referto | Enisej | Spartak Stadium |

| Krasnojarsk 26 luglio 2017 4ª giornata | Enisej | 2 – 0 referto | Orenburg | Stadio Centrale |

| Tambov 30 luglio 2017 5ª giornata | Tambov | 5 – 0 referto | Enisej | Spartak Stadium |

| Mosca 5 agosto 2017 6ª giornata | Spartak-2 Mosca | 1 – 2 referto | Enisej | Stadio Accademia Spartak |

| Kaliningrad 9 agosto 2017 7ª giornata | Baltika | 0 – 5 referto | Enisej | Stadio Baltika |

| Kursk 13 agosto 2017 8ª giornata | Avangard Kursk | 0 – 4 referto | Enisej | Stadio Trudovye rezervy |

| Krasnojarsk 19 agosto 2017 9ª giornata | Enisej | 2 – 1 referto | Zenit-2 | Stadio Centrale |

| Voronež 27 agosto 2017 10ª giornata | Fakel Voronež | 1 – 3 referto | Enisej | Stadio Centrale |

| Krasnojarsk 2 settembre 2017 11ª giornata | Enisej | 1 – 0 referto | Rotor | Stadio Centrale |

| Krasnodar 6 settembre 2017 12ª giornata | Kuban' | 1 – 1 referto | Enisej | Stadio Kuban' |

| Krasnojarsk 10 settembre 2017 13ª giornata | Enisej | 4 – 0 referto | Luč-Ėnergija | Stadio Centrale |

| Dzeržinsk 16 settembre 2017 14ª giornata | Olimpiec N.N. | 0 – 2 referto | Enisej | Stadio Chimik |

| Krasnojarsk 24 settembre 2017 15ª giornata | Enisej | 1 – 0 referto | Kryl'ja Sovetov Samara | Stadio Centrale |

| Tomsk 30 settembre 2017 16ª giornata | Tom' Tomsk | 1 – 1 referto | Enisej | Trud Stadium |

| Krasnojarsk 7 ottobre 2017 17ª giornata | Enisej | 4 – 1 referto | Chimki | Stadio Centrale |

| Astrachan' 14 ottobre 2017 18ª giornata | Volgar' Astrachan' | 1 – 2 referto | Enisej | Stadio Centrale |

| Krasnojarsk 21 ottobre 2017 19ª giornata | Enisej | 4 – 1 referto | Šinnik | Stadio Centrale |

| Tjumen' 29 ottobre 2017 20ª giornata | Tjumen' | 1 – 1 referto | Enisej | Stadio Geolog |

| Krasnojarsk 4 novembre 2017 21ª giornata | Enisej | 0 – 0 referto | Sibir' | Stadio Centrale |

| Orenburg 8 novembre 2017 22ª giornata | Orenburg | 1 – 0 referto | Enisej | Stadio Gazovik |

| Krasnojarsk 12 novembre 2017 23ª giornata | Enisej | 2 – 0 referto | Tambov | Stadio Centrale |

| Krasnojarsk 18 novembre 2017 24ª giornata | Enisej | 2 – 1 referto | Spartak-2 Mosca | Stadio Centrale |

| Krasnojarsk 25 novembre 2017 25ª giornata | Enisej | 1 – 1 referto | Baltika | Stadio Centrale |

| Krasnojarsk 4 marzo 2018 26ª giornata | Enisej | 3 – 0 referto | Avangard Kursk | Stadio Centrale |

| San Pietroburgo 10 marzo 2018 27ª giornata | Zenit-2 | 0 – 3 referto | Enisej | Stadio SK Petrovskij |

| Krasnojarsk 17 marzo 2018 28ª giornata | Enisej | 1 – 0 referto | Fakel Voronež | Stadio Centrale |

| Volgograd 24 marzo 2018 29ª giornata | Rotor | 1 – 0 referto | Enisej | Stadio Centrale |

| Krasnojarsk 31 marzo 2018 30ª giornata | Enisej | 0 – 2 referto | Kuban' | Stadio Centrale |

| Vladivostok 7 aprile 2018 31ª giornata | Luč Vladivostok | 0 – 1 referto | Enisej | Stadio Dinamo |

| Krasnojarsk 11 aprile 2018 32ª giornata | Enisej | 1 – 0 referto | Nižnij Novgorod | Stadio Centrale |

| Samara 15 aprile 2018 33ª giornata | Kryl'ja Sovetov Samara | 1 – 0 referto | Enisej | Stadio Metallurg |

| Krasnojarsk 21 aprile 2018 34ª giornata | Enisej | 3 – 2 referto | Tom' Tomsk | Stadio Centrale |

| Chimki 28 aprile 2018 35ª giornata | Chimki | 2 – 1 referto | Enisej | Stadio Novye Chimki |

| Krasnojarsk 2 maggio 2018 36ª giornata | Enisej | 2 – 1 referto | Volgar' Astrachan' | Stadio Centrale |

| Jaroslavl' 6 maggio 2018 37ª giornata | Šinnik | 2 – 2 referto | Enisej | Stadio Šinnik |

| Krasnojarsk 12 maggio 2018 38ª giornata | Enisej | 2 – 1 referto | Dinamo San Pietroburgo | Stadio Centrale |

### Play-off
| Krasnojarsk 17 maggio 2018 Andata | Enisej | 3 – 0 referto | Anži | Stadio Centrale |

| Kaspijsk 20 maggio 2018 Ritorno | Anži | 4 – 3 referto | Enisej | Anži-Arena |

### Coppa di Russia
| Čita 23 agosto 2017 Quarto turno | Čita | 1 – 1 referto | Enisej | Stadio Lokomotiv |

| Krasnojarsk 21 settembre 2017 Sedicesimi di finale | Enisej | 3 – 0 referto | Achmat Groznyj | Stadio Centrale |

| Vladivostok 25 ottobre 2017 Ottavi di finale | Luč-Ėnergija | 2 – 1 referto | Enisej | Stadio Dinamo |